# Pauline Roussin-Bouchard
Pour les articles homonymes, voir Roussin.
Pauline Roussin-Bouchard, née le 5 juillet 2000 à Montélimar, est une golfeuse française évoluant sur le circuit américain (LPGA) et le Ladies European Tour (LET).

## Biographie

### Carrière amateure
Pauline Roussin joue en équipe de France dès l'âge de 14 ans.
Elle est numéro une mondiale amateur pendant 34 semaines en 2020,.

### Carrière professionnelle
Pauline Roussin devient professionnelle en 2021 et remporte le Skaftö Open (en) sur le circuit européen (LET) cette même année,. En 2023 elle remporte le Aramco Team Series (en) sur ce circuit,.